# Albert Calmberg
Johann Ernst Friedrich Albert Calmberg (* 20. September 1807 in Lauterbach; † 22. März 1883 in Fulda) war ein hessischer Richter und Politiker und Abgeordneter der 2. Kammer der Landstände des Großherzogtums Hessen.
Albert Calmberg war der Sohn des großherzoglich-hessischen Gerichtsadvokaten und Prokurator Johann Erhart Wilhelm Calmberg (1765–1837) und dessen Ehefrau Amalie, geborene Briegleb (1778–1860). Calmberg, der evangelischen Glaubens war, heiratete am 12. September 1839 Christine Adolfine geborene Schäfer, Tochter des gräflich görtzischen Kammerdirektors in Schlitz.
Calmberg studierte Rechtswissenschaften an der Universität Gießen und wurde 1839 Assessor in Schlitz, 1840 in Butzbach und 1848 in Gießen. 1850 wurde er Direktor der Strafanstalt Marienschloss. Ab 1853 war er Landrichter am Landgericht Vöhl, ab 1857 am Landgericht Gernsheim und ab 1858 am Landgericht Vöhl. Nach der preußischen Annexion von Kurhessen wurde er 1866 preußischer Oberamtsrichter in Vöhl und wurde 1871 pensioniert.
Von 1856 bis 1862 gehörte er der Zweiten Kammer der Landstände an. Er wurde für den Wahlbezirk Oberhessen 9/Büdigen gewählt. Er wurde zum Ehrenbürger von Vöhl ernannt.